# Strohdorf (Gemeinde Bischofstetten)
Strohdorf ist eine Ortschaft in der Katastralgemeinde und Marktgemeinde Bischofstetten, Niederösterreich. Die Ortschaft hat 34 Einwohner (Stand 1. Jänner 2024).

## Geografie
Die Rotte Strohdorf westlich von Rametzhofen an der Straße nach Arnersdorf liegt drei Kilometer nördlich von Bischofstetten und ist von der Manker Straße (B29) über die Landesstraße L5297 erreichbar. Zur Rotte zählt auch der Weiler Stockhof sowie die Einzellage Oedhof, die beide westlich von Strohdorf liegen.

## Geschichte
Im Franziszeischen Kataster von 1821 ist Strohdorf mit drei Gehöften verzeichnet.
Laut Adressbuch von Österreich waren im Jahr 1938 in Strohdorf einige Landwirte mit Direktvertrieb ansässig.